# Тандін Церінг
Тандін Церінг (нар. 30 червня 1986, Бутан) — бутанський футболіст, захисник клубу «Друк Пол». Виступав у національній збірній Бутану.

## Клубна кар'єра
У 2009 році приєднався до клубу «Друк Пол», кольори якого захищай й на даний час.

## Кар'єра в збірній
У футболці національної збірної Бутану дебютував 2005 року. Зіграв 8 матчів. Востаннє у складі збірної виходив на футбольне поле 2009 року.